# Katastrofa lotnicza w Brazzaville (2012)
Katastrofa samolotu Ił-76 w Brazzaville – katastrofa radzieckiego samolotu Iljuszyn Ił-76T, która miała miejsce 30 listopada 2012 w stolicy Konga, Brazzaville. W jej wyniku zginęły 32 osoby, a ok. 20 zostało rannych. Jest to największa katastrofa lotnicza do jakiej doszło na terenie Konga. 
W katastrofie brał udział samolot transportowy Iljuszyn Ił-76T, który swój  pierwszy lot wykonał w 1978 roku. Użytkownikiem maszyny były linie lotnicze Aero Service i są to linie, których nie obsługują europejskie lotniska. Samolotem leciała 6-osobowa załoga i 1 pasażer. Wypadek nastąpił, kiedy nad stolicą Konga przechodziła burza. Samolot podchodził do lądowania w złych warunkach atmosferycznych. Gdy samolot dotknął kołami pasa startowego, załoga zaczęła hamować, jednak na skutek awarii samolot wytracał prędkość zbyt wolno. Załoga, widząc zbliżający się koniec pasa, podjęła próbę poderwania samolotu do lotu, ale moc silników była zbyt niska. Rozpędzona maszyna wyjechała poza pas startowy, przebiła ogrodzenie lotniska, uderzyła w kilka budynków mieszkalnych, a ostatecznie uderzyła w niewielki wąwóz, przez który przebiegała linia kolejowa. Katastrofa miała miejsce 900 metrów od końca pasa startowego.   
W jej wyniku zginęły 32 osoby – wszystkie osoby na pokładzie Ił-76 i 25 osób na ziemi. Obrażenia odniosło ok. 20 osób, wszystkie z nich także na ziemi.